# مايلسون فرانسيسكو
مايلسون فرانسيسكو (23 ديسمبر 1993 - ) (بالبرتغالية: Mailson Francisco de Farías‏) هو لاعب كرة قدم برازيلي في مركز الوسط لعب سابقاً في النادي العربي القطري . لعب مع جيجو يونايتد.

## روابط خارجية
- مايلسون فرانسيسكو على موقع دوري كوريا الجنوبية (الإنجليزية)
- مايلسون فرانسيسكو على موقع قاعدة بيانات كرة القدم.إي يو (الإنجليزية)
- مايلسون فرانسيسكو على موقع Soccerway.com (الإنجليزية)